# Maria Giese
Maria Giese (Cape Cod) es una directora de cine, guionista y activista por los derechos de las mujeres en el cine estadounidense. Miembro del Sindicato de Directores de Estados Unidos es especialmente conocida por impulsar una investigación federal pionera sobre la discriminación de las mujeres en la dirección cinematográfica en Hollywood. En 2013 presentó la argumentación legal en base al Título VII de la Ley de Derechos Civiles de 1964 que prohíbe la discriminación en función de la raza, el color, el sexo, la religión o el origen nacional y las estadísticas sobre la ausencia de contratación de mujeres para dirigir películas a la ACLU y a la EEOC logrando que en 2015 se considerara. Este trabajo es considerado fundamental para lanzar el Movimiento #MeToo. 

## Biografía
La madre de Maria, Rachel Giese es una fotógrafa de paisajes que pasó gran parte de su carrera trabajando en Irlanda e Irlanda del Norte publicando con el Premio Nobel Seamus Heaney el trabajo Sweeney's Flight. Maria considera que ella ha sido su influencia en escritura y estilo audiovisual. También está conectada con su herencia indígena, india Nipmuck. Su padre es un oceánografo geofísico.
Nació en Cape Cod, Rhode Island y creció en Massachusetts. De los 4 a los 9 años vivió en Puerto Rico donde su padre estaba iniciando un departamento de oceanografía en la Universidad de puerto Rico. A los 9 años regresó a Truro.
Ha estudiado en el Bard College en Simon's Rock, se licenció la en la Universidad Wellesley, universidad femenina en Massachusetts dedicada a la igualdad de oportunidades, y tiene una maestría en dirección cinematográfica de la Escuela de Cine y Tecnología de la Universidad de California, Los Ángeles . Mientras estaba en UCLA, escribió, dirigió y produjo la película estudiantil A Dry Heat, por la que ganó el premio CINE Golden Eagle. Se graduó en 1995.
"A los 14 años vi la película "Insólito destino" dirigida por una mujer, Lina Wertmüller, y fue cuando se iluminó mi sueño de ser directora de cine. A los 20 comencé como alumna en un programa de dirección durante cinco años en la UCLA." explica en una intervención en TED en 2018 señalando que a pesar de que la mitad del alumnado eran hombres el cien por cien de las películas que se estudiaban eran de hombres y prácticamente todos los profesores eran hombres. Se graduó como la mejor de la clase, recibió varios premios y le dieron 2 millones de dólares para dirigir su primer largometraje en Inglaterra lo que implicó su entrada en el cine comercial. Giese escribió y dirigió la película británica de 1996 When Saturday Comes, producida por Capitol Films, Reino Unido, protagonizada por Sean Bean, Pete Postlethwaite y Emily Lloyd .
También escribió, dirigió y coprodujo Hunger, basada en la novela existencialista de Knut Hamsun de 1890 del mismo título . Hunger fue la primera película digital realizada a partir de una obra clásica de la literatura. Protagonizada por Joseph Culp y Robert Culp, recibió dos premios a la mejor película y un premio a la mejor película clandestina.
El otro trabajo de dirección de Giese incluye el documental corto A Lotta Lambada y el cortometraje A Dry Heat, que ganó un premio UCLA Spotlight, un Cine Golden Eagle, y fue finalista de los Student Academy Awards de 1991. También dirigió el cortometraje Take Your Seat (también conocido como agua judía ), que también ganó un Cine Golden Eagle, y un episodio de la comedia de televisión Solo En America para Columbia TriStar . 
Ha enseñado producción de cine y televisión en UCLA Extension, da conferencias regularmente y escribe extensamente.
Giese es miembro activo del Sindicato de Dirección de Estados Unidos desde 1999 y actualmente se desempeña como representante de la categoría de directora de la DGA de mujeres
Giese y su exitoso activismo a favor de las mujeres directoras en los medios de entretenimiento estadounidenses son el tema de tres largometrajes documentales. Brainwashed: Sex-Camera-Power (2022) dirigida por Nina Menkes, que tuvo su estreno mundial en el Festival de Cine de Sundance de 2022 y su estreno internacional en The Berlinale 2022, This Changes Everything (2019), dirigida por Tom Donahue, protagonizada por Geena Davis y Maria Giese, y con Meryl Streep, Shonda Rhimes, Natalie Portman y Reese Witherspoon se estrenó en todo el mundo en 2019 después de su estreno en el Festival Internacional de Cine de Toronto en 2018. Half The Picture (2018), dirigida por Amy Adrion y con Giese junto con Miranda July y Ava DuVernay, se estrenó con la presencia de Giese en el Festival de Cine de Sundance 2017.

## Activismo
Gies luchó para que la Unión Estadounidense por las Libertades Civiles (ACLU) lanzara una campaña sobre la situación de las mujeres directoras de cine que desembocó a la investigación   por parte de la Comisión de Igualdad de Oportunidades en el Empleo (EEOC), la Oficina de Programas de Cumplimiento de Contratos Federales (OFCCP) y el Departamento de Vivienda y Empleo Justo de California (DFEH).
Al investigar precedentes encontró el trabajo del grupo de directoras activistas The Original Six fundadoras del Comité Directivo de Mujeres del Sindicato de Directores de Estados Unidos que a principios de los 80 intentaron demandar a los estudios cinematográficos pero su demanda no fue admitida a trámite porque la jueza consideró que el Sindicato de Directores de Estados Unidos no era un sindicato de clase y no podía demandar.
En 2017 con Christine Walker y Caroline Heldman, organizó en Provincetown la Cumbre de Medios de Mujeres 2017
Giese es activista en defensa de las mujeres directoras. Es miembro del Sindicato de Dirección de Estados Unidos, donde forma parte del Comité Directivo de Mujeres y donde se desempeñó como Representante inaugural de la Categoría de Mujeres Directoras y copresidenta inaugural del Subcomité de Propuestas DGA-WSC, el primer conducto entre el Comité Directivo de Mujeres y la Junta Nacional de la DGA. En este comité, ella y la copresidenta, Melanie Wagor, presentaron propuestas para mujeres miembros de la DGA en las negociaciones colectivas del estudio de la DGA de 2014.
También es miembro de la Alianza de Mujeres Directoras . Fue cofundadora y escribe con frecuencia para el sitio web de visibilización Women Directors in Hollywood . Sus artículos se han publicado en Ms., Elle, Film Inquiry, e IndieWIRE . La propia Giese ha aparecido recientemente en Bloomberg TV, ABC Live, The New York Times, The Los Angeles Times, Forbes, Fortune y The Hollywood Reporter, entre otros. Sus escritos también han aparecido en la revista Ms.  y en la revista de cine independiente Indiewire .
En 2011, Giese centró su atención en la falta de representación de mujeres directoras en los medios de comunicación estadounidenses. Comenzó a investigar y escribir sobre estrategias legales viables para remediar la discriminación ilegal que sufrían las mujeres en Hollywood, citando el Título VII de la Ley de Derechos Civiles de 1964 . En un principio  "primero llevó sus estadísticas y su resumen legal a la EEOC, pero fue rechazada". En 2013, llevó sus hallazgos a la ACLU del sur de California, quienes iniciaron una investigación tras meses de insistencia para convencerlos. Finalmente, en 2015, tras cuatro años de activismo, Giese logró impulsar la investigación federal más grande de la industria para directoras en la historia de Hollywood, que continúa ahora.

## Movimiento #MeToo
Poco después de que la ACLU iniciara su investigación sobre la discriminación laboral en Hollywood, el New York Times publicó su artículo de 2017 "que desencadenó el movimiento Metoo ", denunciando a Harvey Weinstein por acoso y agresión sexual. "″Fue explosivo", dice Giese, "y de repente nuestra industria estaba invirtiendo millones de dólares en la creación de nuevas organizaciones internas en la industria como Time's Up, The Hollywood Commission, ReFrame y muchas otras. ″" 

## Premios
Giese ha recibido numerosos premios, incluido el Equity Award 2016 de la Universidad de Stanford, dos Golden Cine Eagles, un Kovler Writing Award, un Spotlight Award, el primer premio en el American International Film Festival, una beca Charles Speroni y un premio MPAA de Excelencia.
También ha recibido el reconocimiento Logro Sobresaliente de una Mujer en la Industria del Cine por hacer Brainwashed con Nina Menkes .

## Reconocimientos
El trabajo de Giese ha sido referenciado en varias publicaciones y documentales: This Changes Everything (2019) y "Half The Picture" (2018). En 2019 realizó la conferencia en TEDx talk "La patalla por las voces femeninas en los medios de entretenimiento"
En The New York Times, Manohla Dargis se refirió a su trabajo como "una verdadera cruzada". Y en 2016, la escritora del Philadelphia Inquirer, Carrie Rickey, escribió: "Permítanme presentarles a la luchadora de la vida real Maria Giese, cuya investigación condujo a los hallazgos de la ACLU que impulsaron la investigación de la Comisión para la Igualdad de Oportunidades EEOC ". Según The Los Angeles Times en octubre de 2016, la EEOC "está ampliando su círculo de sujetos de entrevista para incluir ejecutivos de estudios, productores, agentes, actores y directores masculinos, según múltiples fuentes familiarizadas con la investigación que se negaron a ser identificadas porque no estaban autorizados a hablar en público".
En POV Magazine, Maya Gallous describió el trabajo de Giese tal como se presenta en This Changes Everything como "... un esfuerzo hercúleo (tacha eso, un esfuerzo amazónico) [...] haciendo que la industria rinda cuentas por lo que son, esencialmente, prácticas de contratación ilegales y discriminatorias ." [32] Film Inquiry  se refirió a Giese en Esto lo cambia todo como "el tema más llamativo [. . . ] Giese sacrificó su carrera como directora por esta causa. Esencialmente, reunió a las directoras; dado que no había ningún cambio dentro de Hollywood, decidió llevar el problema al nivel federal. Debido a su declaración, la ACLU se hizo cargo del caso y convenció a la EEOC (que inicialmente no quería tener nada que ver con eso) para investigar la discriminación sistémica en Hollywood".

## Filmografía
- A Dry Heat (1991)
- When Saturday Comes (1996)
- Hunger (2001)
- Brainwashed (2022)